# Сафронов, Владимир Николаевич
Владимир Николаевич Сафро́нов (15 мая 1941 — 22 августа 2017, Томск) — кандидат технических наук, профессор кафедры строительных материалов и технологий Строительного факультета Томского государственного архитектурно-строительного университета (ТГАСУ).

## Биография
В 1963 году окончил Энергетический факультет Томского политехнического института (ТПИ, ныне ТПУ) по специальности «Техника высоких напряжений».
В 1968 году окончил аспирантуру ТПИ.
В 1972—1977 годах работал в ТПИ в должности старшего научного сотрудника.
В феврале 1977 года приглашен работать в Томский государственный архитектурно-строительный университет (ТГАСУ).
В 1977—1984 и 1987—2003 годах — доцент кафедры строительных материалов и технологий ТГАСУ, в 1984—1987 годах заведовал этой кафедрой.
С апреля 2003 года — профессор кафедры строительных материалов и технологий ТГАСУ.
С 2002 годах — член Учёного Совета ТПУ по защите кандидатских диссертаций.

## Учебная работа
Впервые в России разработал программы и читал дисциплины «Электроимпульсные технологии в производстве строительных материалов», «Электрофизические технологии в производстве ЖБИ», «Электрофизические технологии в производстве дорожно-строительных материалов» при подготовке дипломированных специалистов и повышении квалификации персонала дорожно-мостовой отрасли. Читал лекции по дисциплине «Основы технологий производства дорожно-строительных материалов» и «Физическая химия в дорожном материаловедении».
Впервые в России опубликовал учебное пособие «Электрофизические технологии активации строительных материалов».
Всего опубликовано 26 учебно-методических указаний к лабораторным работам по читаемым курсам лекций.

## Научная работа
1978 год — открытие научной отраслевой лаборатории Минавтодора РСФСР.
1980 год — открытие научной проблемной лаборатории обогащенных и активированных заполнителей Минвуза РСФСР.
1984 год — открытие госбюджетного финансирования по радиационно-химической технологии Минвуза РСФСР.
1980—1987 годы — создание НИИ строительных материалов и руководство на общественных началах (в 1988 году НИИ получил статус госбюджетного).
Основные научные интересы Сафронова В. Н. были связаны с разработкой физических основ, техники и технологии электрофизических методов активации строительных материалов различного назначения.

Является победителем двух Грантов (1999—2000; 2003—2004) на выполнение научных работ по фундаментальным исследованиям в области технических наук программы «Архитектура и строительные науки» Министерства образования Российской Федерации.
Общее количество опубликованных научных трудов — 270, в том числе 93 изобретения и 5 публикаций за рубежом.
Являлся редактором изданного сборника научных трудов «Создание и исследование новых строительных материалов» (1986 год).

## Награды и признание
- 1979—1987 годы — председатель научного направления в ТГАСУ по разработке и созданию новых строительных материалов.
- 1983—1987 годы — член ректората ТГАСУ.
- 1978—1987 годы — член Совета ТГАСУ.
- 1978—1987 годы — член Совета технологического факультета ТГАСУ.

С 1987 голы был ответственным за научно-исследовательские работы кафедры строительных материалов и технологий ТГАСУ.

Имеет государственные и отраслевые награды:
- Награждён знаком «Ударник десятой пятилетки» (1980 год).
- Награждён нагрудным знаком «Отличник изобретательства и рационализации Х пятилетки» (1981 год).
- Награждён знаком «Изобретатель СССР» (1984 год).
- Награждён нагрудным знаком «Почетный работник высшего профессионального образования Российской Федерации» (2002 год).

Является членом Soros Associate Professor (2000 год).

## Смерть
Скончался после продолжительной болезни 22 августа 2017 года.